# Sedina

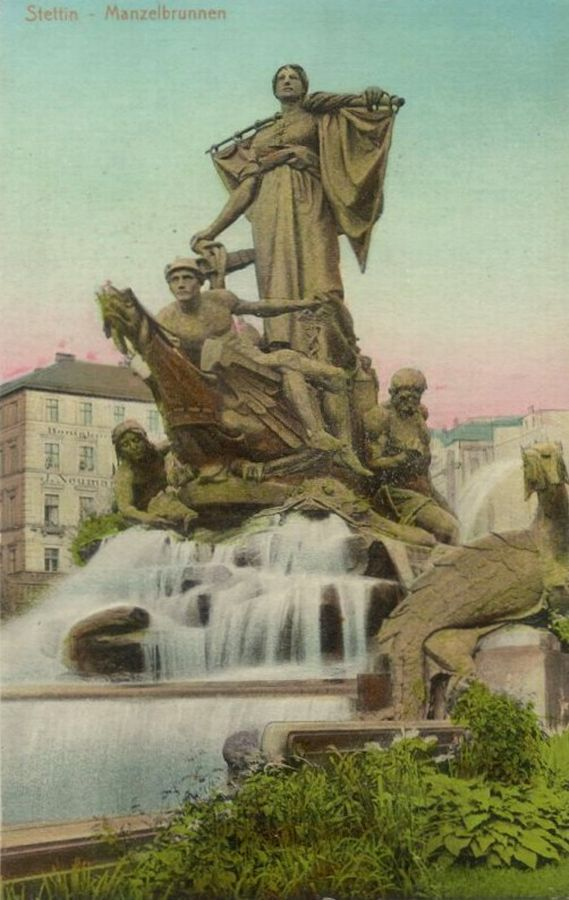
Sedina w kompozycji figuralnej z Fontanny Manzla

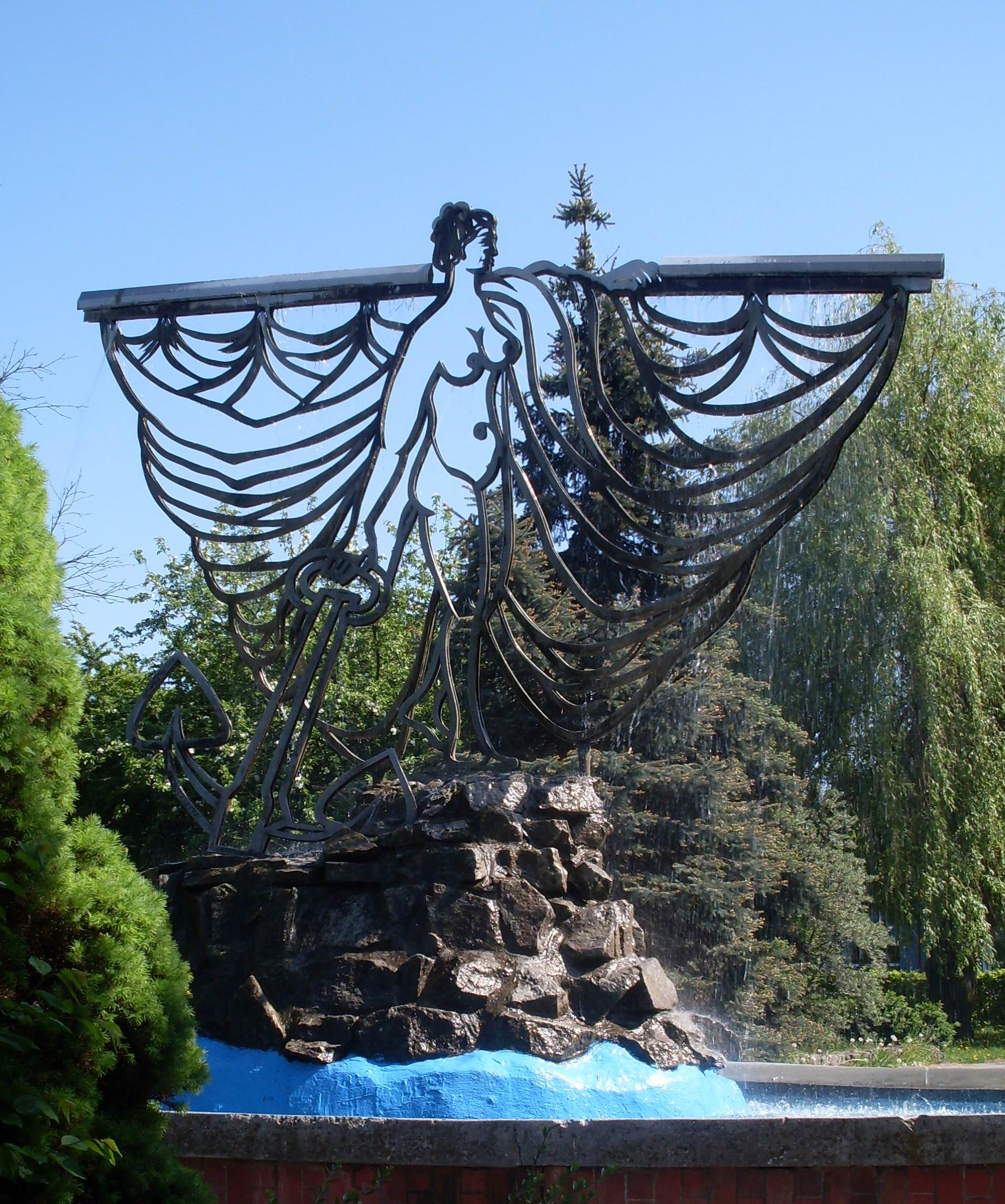
Fontanna Sediny na placu Bolesława Chrobrego w Policach

Sedina – mityczna, kobieca postać uosabiająca Szczecin. Wymyślona w XIX wieku była personifikacją handlowego i morskiego charakteru miasta. Przedstawiana była jako postać kobieca na łodzi, w towarzystwie boga handlu Merkurego, nimf i potworów morskich. Po ponad wieku i zmianie przynależności państwowej miasta jej postać przez jednych odbierana jest jako piękny symbol portowego Szczecina, podczas gdy innym przeszkadza to, że przypomina jego niemiecką przeszłość. Plany rekonstrukcji fontanny z postacią Sediny istnieją w mieście od lat 90. XX wieku i tyle też czasu trwa spór o jej rolę dla kreowania tożsamości miasta i postrzegania jego historii.

## Pochodzenie
Postać Sediny wykreowana została w końcu XIX wieku. Przedstawiona została na zamówionym przez mieszczan (w tym zwłaszcza kupców) szczecińskiej fontannie, odsłoniętej uroczyście w 1898 roku wraz z otwarciem pierwszego basenu budowanego wówczas portu wolnocłowego w Szczecinie (w kierunku którego jej postać była zwrócona). Pierwotnie nazwana została Stettiną – od niemieckiej nazwy miasta (Stettin), szybko jednak spopularyzowana została pod nazwą zlatynizowaną, nawiązując do jednej z najdawniejszych nazw miasta. Postać Sediny „patrzącej odważnie w dal” powstała w latach burzliwego rozwoju miasta i miała stać się symbolem jego dalszej pomyślności, miała przy tym też ściągnąć do miasta turystów.
Ze względu na pochodzenie tej postaci z czasów niemieckich przez niektórych jest ona utożsamiana z „germańskim bożkiem” (Piotr Jania) czy też przypisywany jest jej związek z szerzeniem „pangermańskiej ideologii” (Tadeusz Białecki, Władysław Filipowiak). Według profesora Białeckiego Sedina miała zostać wymyślona na fali wzrastającego nacjonalizmu niemieckiego, przez grupę berlińskich studentów pochodzących ze Szczecina. Według niego jej imię urobiono od nazwy wzmiankowanego przez Klaudiusza Ptolemeusza germańskiego plemienia Sidinów, którym XVI-wieczny kronikarz Tomasz Kantzow przypisał założenie Szczecina.

## Sedina w przestrzeni Szczecina i okolic

### Sedina na Placu Tobruckim
W Szczecinie od 1898 do roku 1942 znajdowała się Fontanna Manzla, która krótko po odsłonięciu przez mieszkańców została nazwana Sediną. Obiekt miał charakter monumentalny – składał się z basenu fontanny autorstwa Otto Rietha oraz niezachowanej współcześnie kompozycji figuralnej Ludwiga Manzla. Grupa figuralna składała się z postaci kobiecej trzymającej żagiel i wspartej na kotwicy, mitologicznego bóstwa handlu – Merkurego, żeglujących w łodzi oraz bóstw morskich. Symbolizowały one związki miasta z handlem oraz gospodarką morską jako podstawy jego ekonomii. Obiekt znajdował się na placu Tobruckim, u zbiegu współczesnych ulic Dworcowej i Nowej w Szczecinie. Obecnie w tym miejscu znajduje się Pomnik z Kotwicą.

### Sedina w willi Augusta Lentza
Do lat 40. XX w. w mieszczańskim domu Augusta Lentza znajdowała się Kaplica Sediny. Współcześnie zachowano częściowe umeblowanie kaplicy. Główny ołtarz zaginął w latach czterdziestych XX wieku. Do dziś zachowała się podobizna Sediny na zwieńczeniu kredensu po lewej stronie kaplicy.

### Sedina wPolicach
Postać Sediny jest przedstawiona w formie fontanny zaprojektowanej przez Mieczysława Gliba. Fontanna znajduje się na historycznym Rynku Starego Miasta – placu Bolesława Chrobrego. Wzór stanowiła przedwojenna fontanna z Sediną w Szczecinie. Pierwotnie fontanna miała przedstawiać boginię Amfitrytę.